# Pågen

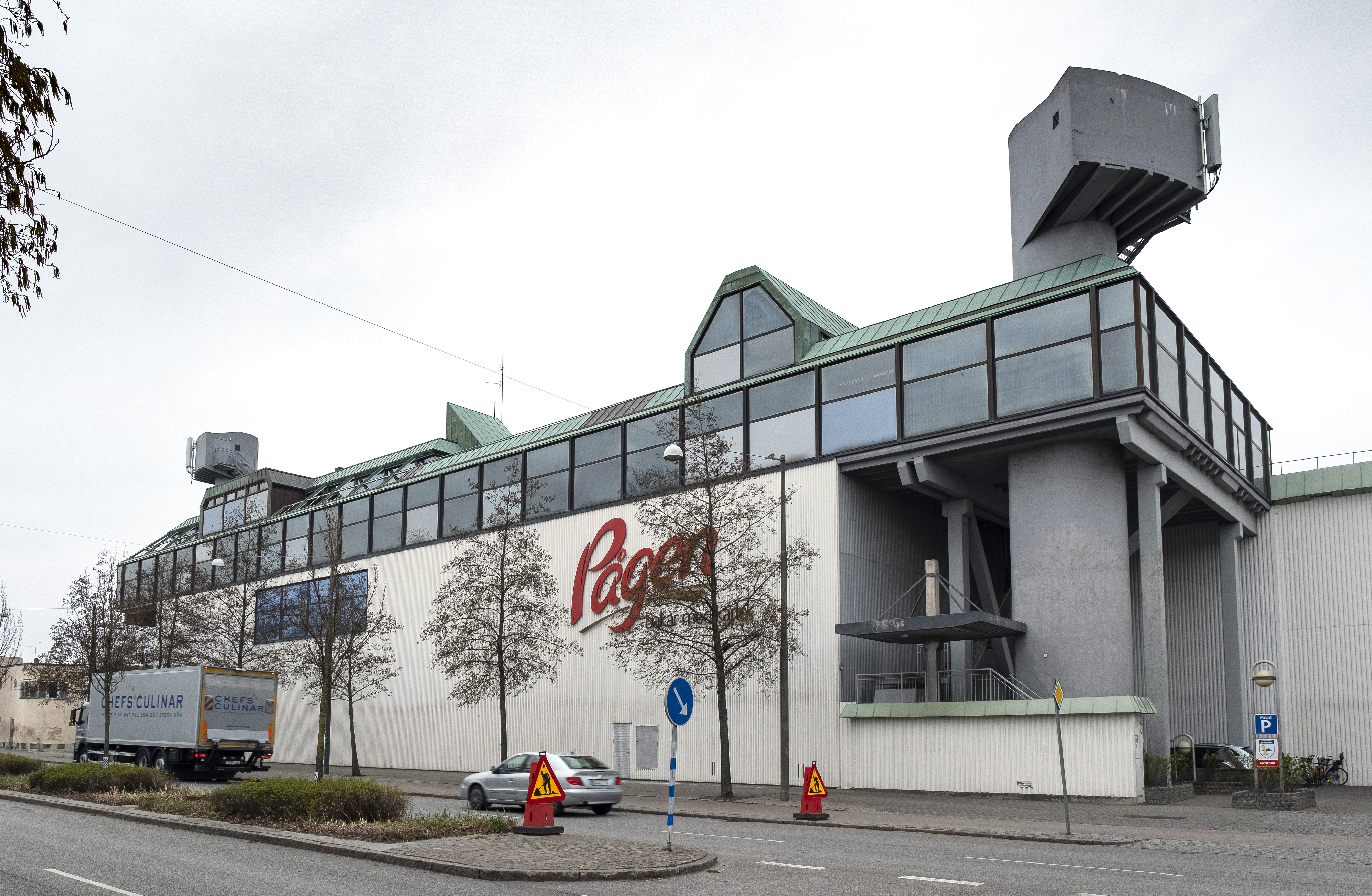
Pågen Bäckerei und Hauptsitz in Malmö 2021.

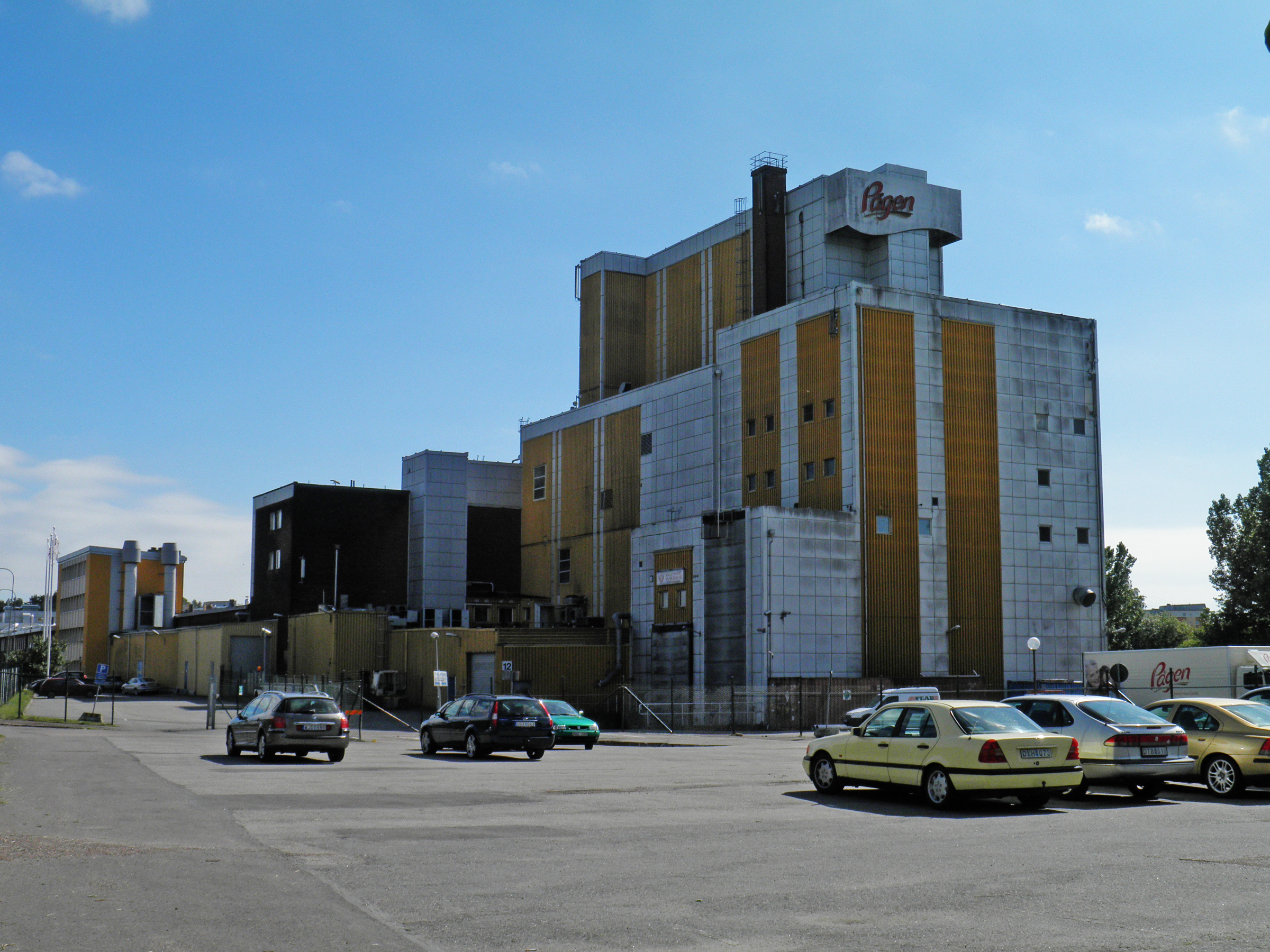
Fabrikgebäude im Industriegebiet Högsbo in Göteborg.

Pågen ist eine schwedische Großbäckerei, die im Jahre 1878 von Anders und Matilda Påhlsson in Malmö gegründet wurde und Brot und Gebäck produziert. Die Erzeugnisse sind in Schweden, Dänemark, Norwegen, Finnland und Norddeutschland erhältlich, werden aber auch in andere europäische Länder exportiert, z. B. nach Frankreich und Großbritannien. In Norddeutschland werden die Produkte im Lebensmitteleinzelhandel, z. B. bei Edeka, sowie bei IKEA vertrieben.
Pågen hat circa 1400 Mitarbeiter, davon die Hauptanzahl in Schweden. Hier werden Bäckereien in Malmö und Göteborg betrieben. Das bekannteste Produkt Pågens ist das „Soft Bröd“, ein schwedisches Traditionsbrot.

## Name und Aussprache
Im schonischen Dialekt bedeutet der Name „Der Junge“. In den Vereinigten Staaten wurden Kekse – der Aussprache angelehnt – unter dem Namen Pogen’s angeboten.